# Карл Гольмберг
Карл Альбін Еліс Голмберг (швед. Karl Albin Elis Holmberg, нар. 3 березня 1993, Еребру, Швеція) — шведський футболіст, нападник клубу «Юргорден».

## Клубна кар'єра
Карл Гольмберг народився у місті Еребру і ігрову кар'єру починав у місцевому клубі «Карлсунд», що виступає у Другому дивізіоні чемпіонату Швеції. У 2011 році він приєднався до головної команди свого міста - «Еребру» і в серпні того року відбувся дебют Голмберга у матчах Аллсвенскан. У 2012 році клуб вилетів до Супереттан але вже за рік Гольмберг був одним з тих, хто допоміг команді повернутися до еліти.
Влітку 2016 року Гольмберг перейшов до складу «Норрчепінга», де провів три з половиною сезони. А на початку 2020 року на правах вільного агента футболіст приєднався до столичного «Юргордена».

## Збірна
7 січня 2018 року у товариському матчі проти команди Естонії Карл Гольмберг дебютував у національній збірній Швеції. В першому ж матчі він забив свій єдиний гол у складі збірної.

## Досягнення
Індивідуальні
- Кращий бомбардир Аллсвенскан (14 голів): 2017
- Кращий бомбардир Супереттан (14 голів): 2024